# Skwer Staromiejski w Szydłowcu

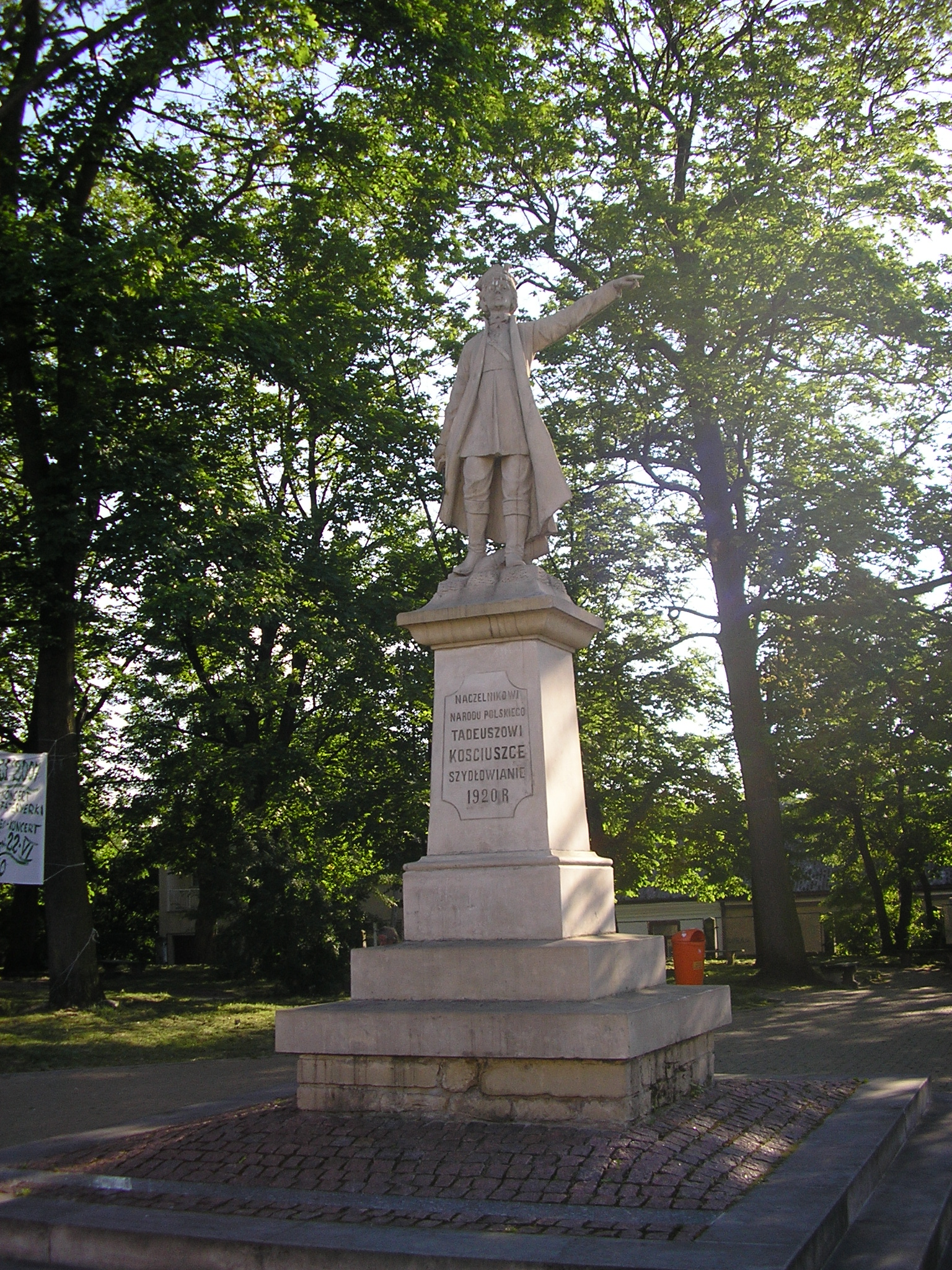
Pomnik gen. Andrzeja Tadeusza Kościuszki w skwerze

Skwer Staromiejski w Szydłowcu – jeden z najstarszych terenów zielonych w Szydłowcu, zwany również Skwerem Rynkowym i Skwerem Kościuszki.

## Granice
Skwer znajduje się w południowo-zachodnim rogu Rynku Wielkiego. Jego obrzeża pokrywają się z krawędziami jezdni "Tylną" (drogi przy zachodniej przez rynku), podwórza kościelnego oraz jezdni "Kościelnej" w centralnej (najbardziej wysuniętej na południe drogi Rynku Wielkiego). Pozostała, wschodnia granica parku przechodzi linią deptaku placu prowadzącego do fary.
Trudne ukazanie granic skweru jest przyczyną tego, że administracyjnie należy on do Rynku Wielkiego oraz jest jego integralną częścią.

## Historia
Skwer usytuowano w miejscu dawnych zabudowań zapewne jeszcze w 1919 roku. Na jego miejscu stały niegdyś klasycystyczna kamienica plebańska, karczma proboszczowska i Urząd Inspektorów Ogniowych. Park utworzono więc na miejscu pobojowiska wyrządzonego zniszczeniami wojennymi. Ponadto cały rynek tego czasu był zaniedbany. Poprawiono południowy mur kamienicy, tak aby pełniła już jedynie funkcje ogrodzenia oporowego ziemi. Utworzony teren obsadzono kwiatami i drzewami. Przygotowano także deptak, na którym początkowo stał pręgierz. Później, od 1922 r. stoi tam pomnik gen. Andrzeja Tadeusza Kościuszki.
Ze względu na sanitaria oraz egzystencję roślin usunięto ostatecznie rynsztoki z dróg Rynku Wielkiego i zastąpiono je udostępnionymi teraz dla ścieków ulicznych (unowocześnioną z początkiem XX w.), pochodzącą jeszcze z XVI w. kanalizacją.